# ブラジル金閣寺

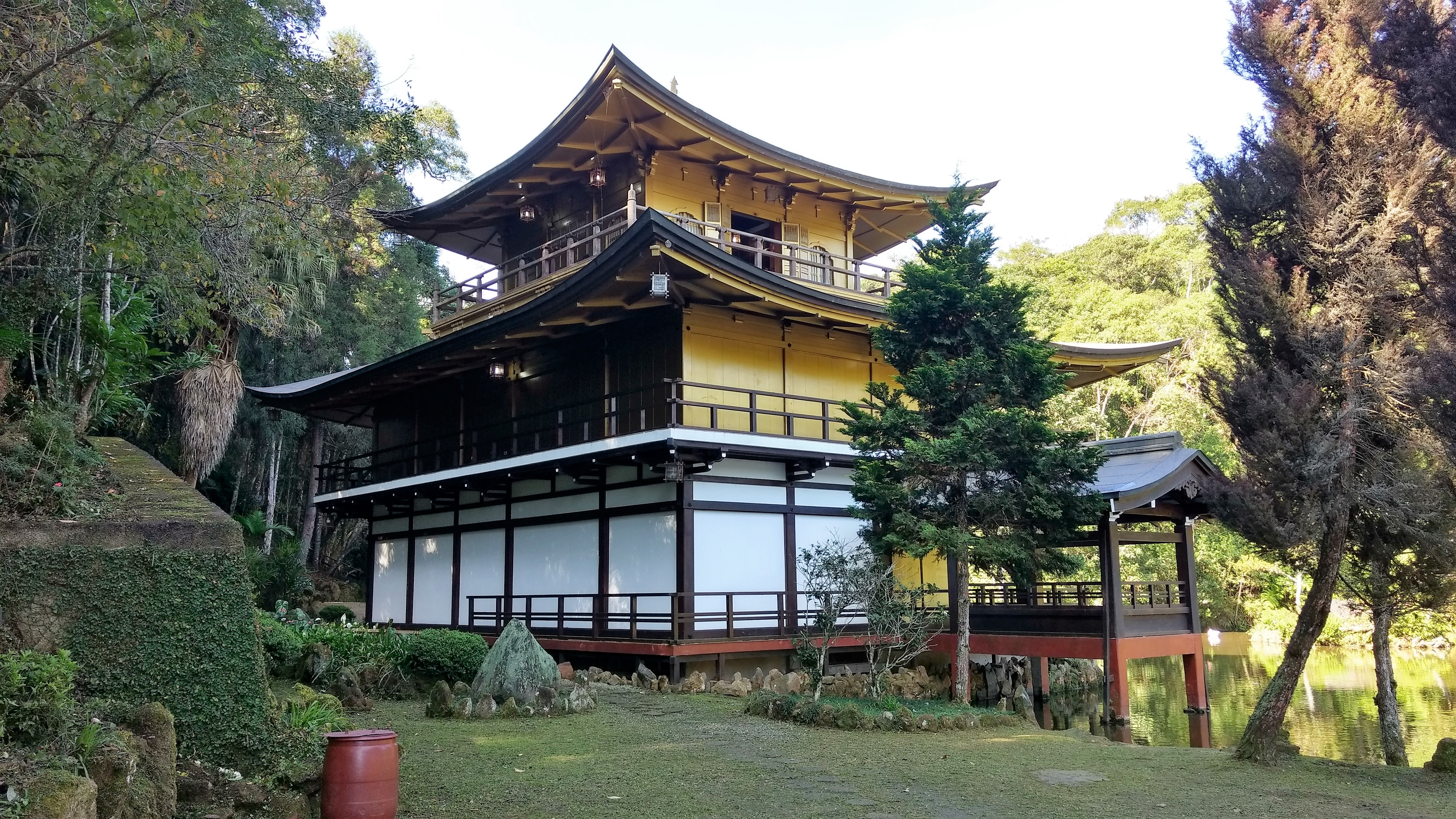
ブラジル金閣寺

ブラジル金閣寺（ブラジルきんかくじ、ポルトガル語: Kinkaku-ji do Brasil）は、ブラジルのサンパウロ州イタペセリカ・ダ・セーラ市にある施設。日本の京都市にある鹿苑寺（金閣寺）の舎利殿（金閣）のレプリカであり、納骨堂として使われている。
本項では隣接する曹洞宗の寺院円光寺（えんこうじ）についても触れる。

## 施設

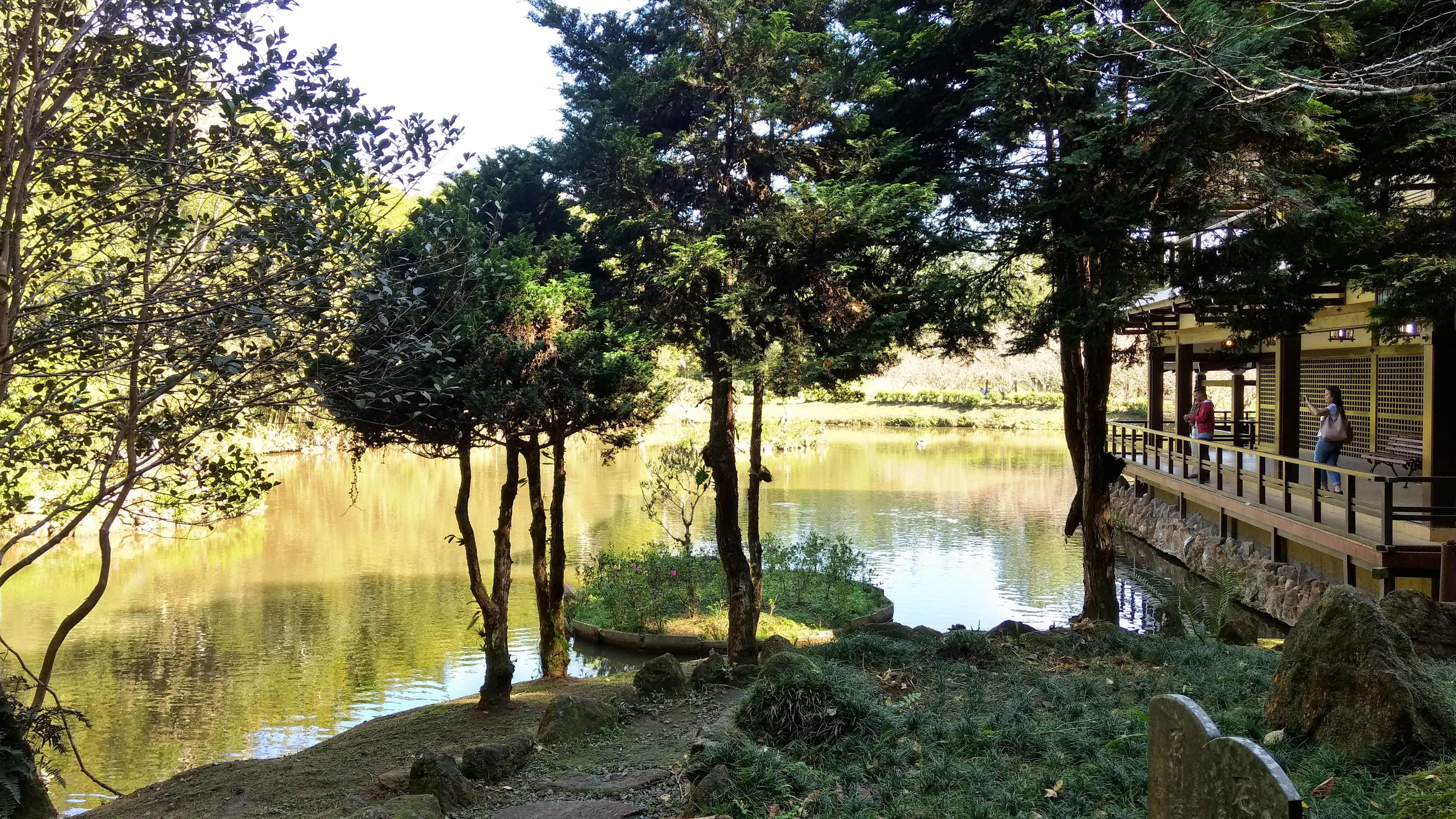
金閣寺は池に臨む

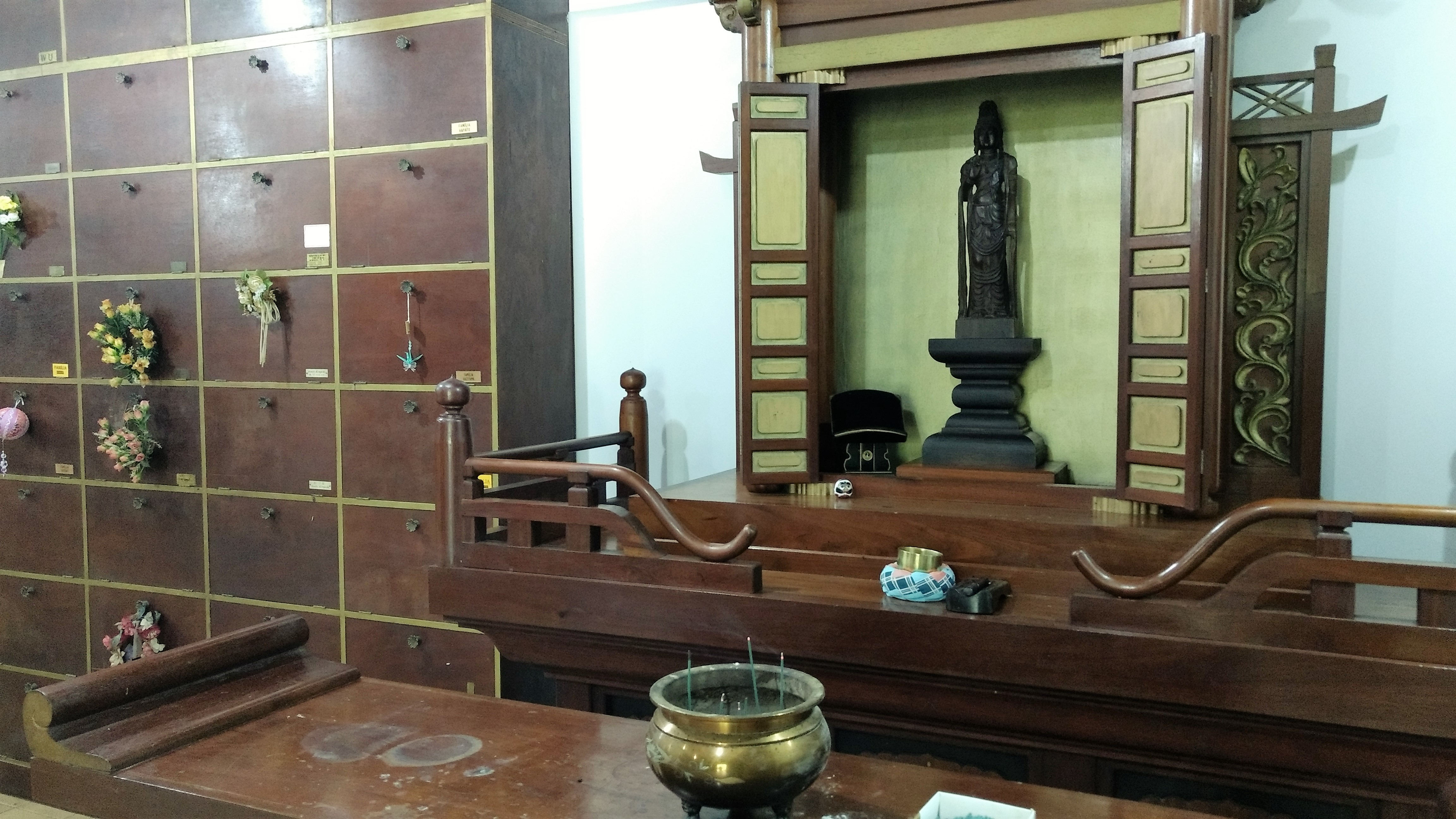
金閣寺内部

サンパウロ市中心街から南西に約40km離れた、ヴァーレ・ドス・テンプロス国立観光公園内に建つ。
ブラジル金閣寺は1974年に建築された納骨（納灰）堂である。外観は京都の金閣を模しているが、鉄筋コンクリート製であり、外装は（金箔ではなく）塗装である。
敷地面積は4万2000平方メートルで、川を堰き止めて作った人工の池がある。
金閣寺の内部にはロッカー式の納骨壇が設置されており、約5000家族の遺灰が安置されている（2015年当時）。金閣寺そのものは僧侶の属する寺院ではないため、納灰法要を行ってきた僧侶によって隣接地に円光寺が建てられた。ただし金閣寺と円光寺とは別組織で、現在（2015年時点）金閣寺は地元の霊園経営企業の所有である。土葬が一般的なブラジルで納骨堂経営は利益が薄いとされ、長らく経営難が言われ続けており、たびたび売却話が浮上している。
金閣寺は観光地としての性格も持ち、入場料は貴重な財源のひとつである。「ブラジルの金閣寺」として注目を集めた竣工当時は観光客が月に2000人を超えたこともあるという。2000年前後までは団体で外国から訪問する観光客もあり、月に250人ほどが訪問していたが、米国同時多発テロ事件などの影響で、月に100人ほどに落ち込んだ（2003年時点）。

## 歴史

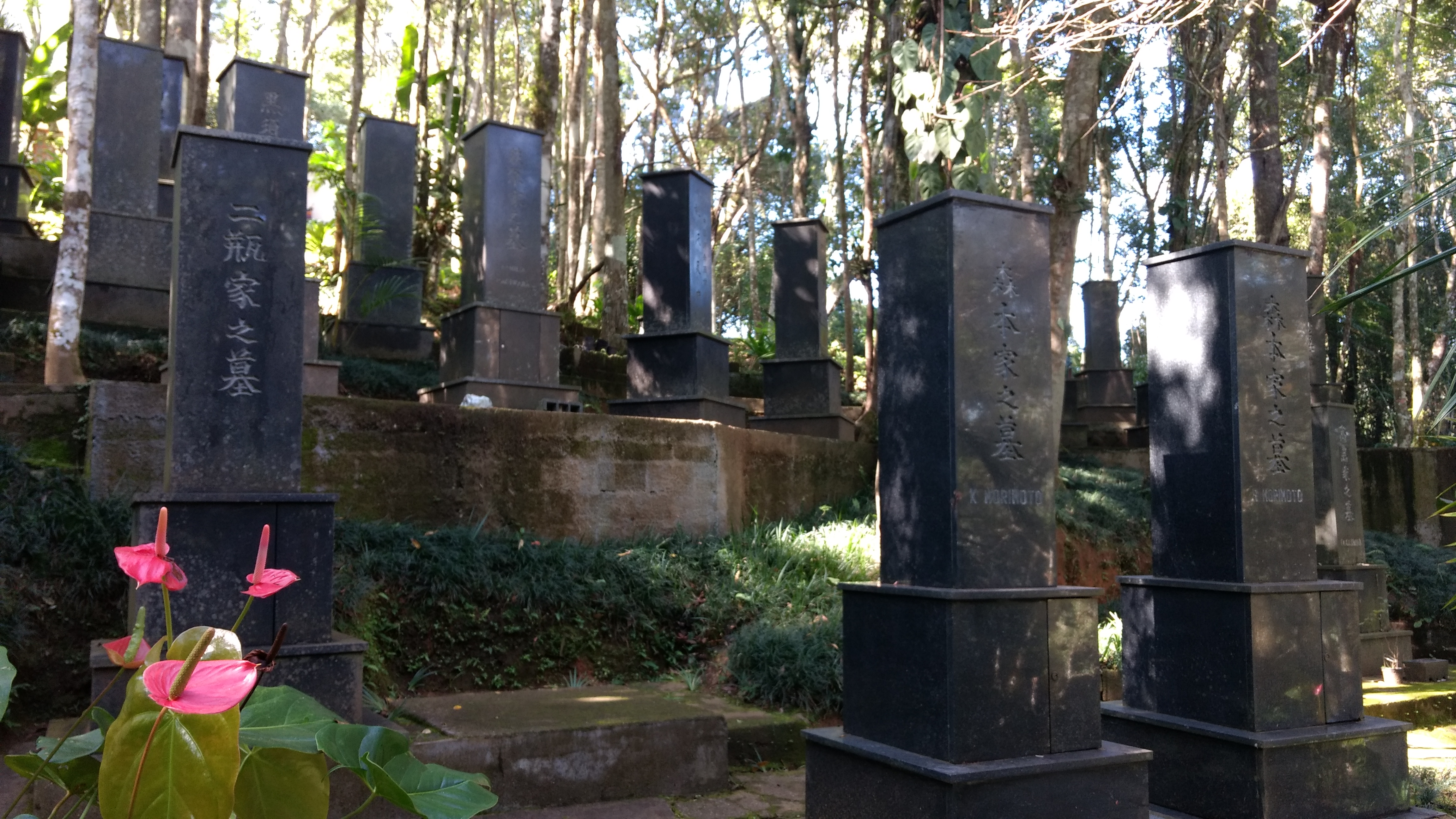
敷地内にある日本式の墓地

ブラジルはカトリックが優勢であるために土葬が一般的であるが、1970年頃に日系社会で火葬の導入が提唱され、1976年に南米初の火葬場がサンパウロ市内に完成した。
ブラジル金閣寺は、アメリカ人男性（退役アメリカ軍人）アロンゾ・バイン・シャトゥキ（Alonzo Bain Shattuck）の発意によって建てられた。シャトゥキは仏教徒ではなかったが、約15年間日本で暮らした経験があった。火葬場が造られると納骨（納灰）のための施設が必要になると考えたシャトゥキは、曹洞宗南米別院佛心寺（サンパウロ市リベルダーデ区）に協力を要請するとともに、日本の金閣寺と同じような建物を造りたいとして、市から土地を購入した。イタペセリカが選ばれたのは、地形が京都に似ているからという。建築に当たったのは日系ブラジル人の宮大工で、すべてブラジルの材料を用いて、約8年をかけて完成させた。1976年に完工したとされるが、納骨堂はまだすべてが完成していないともいう。計画としては、屋内・屋外に計6400の納骨室を設けるという。
金閣寺の経営は、創設以来長らくシャトゥキが行ってきた。土地を確保したシャトゥキは納骨室の販売にあたるセールスマンを多く雇い、その販売収益を金閣寺の建設費に充てた。納骨室はブラジルの通常の墓の半額で購入できたため、経済的に余裕がない移民も、先祖供養の場を持つことができることとなった。
金閣寺そのものは仏教寺院ではないため、法事は大畑天昇ら僧侶の手によって行われた。2001年には隣接地に円光寺が建立され、大畑が住職となった（後述）。
金閣寺は観光地としての整備も行い、2004年にはドラマのロケ地となって観光客を集めるなどした。一方でニシキゴイが不良少年によってしばしば盗まれるなどの被害も受けた。
2000年代後半に90歳を越える高齢となったシャトゥキはアメリカに帰国。納骨堂経営が軌道に乗らなかったためか借金を抱えた状態であった。金閣寺は地元の霊園運営会社の手に委ねられることとなったが、シャトゥキの「共同経営者」を名乗る人物と金銭をめぐって数年間の混乱もあったようである。

## 円光寺

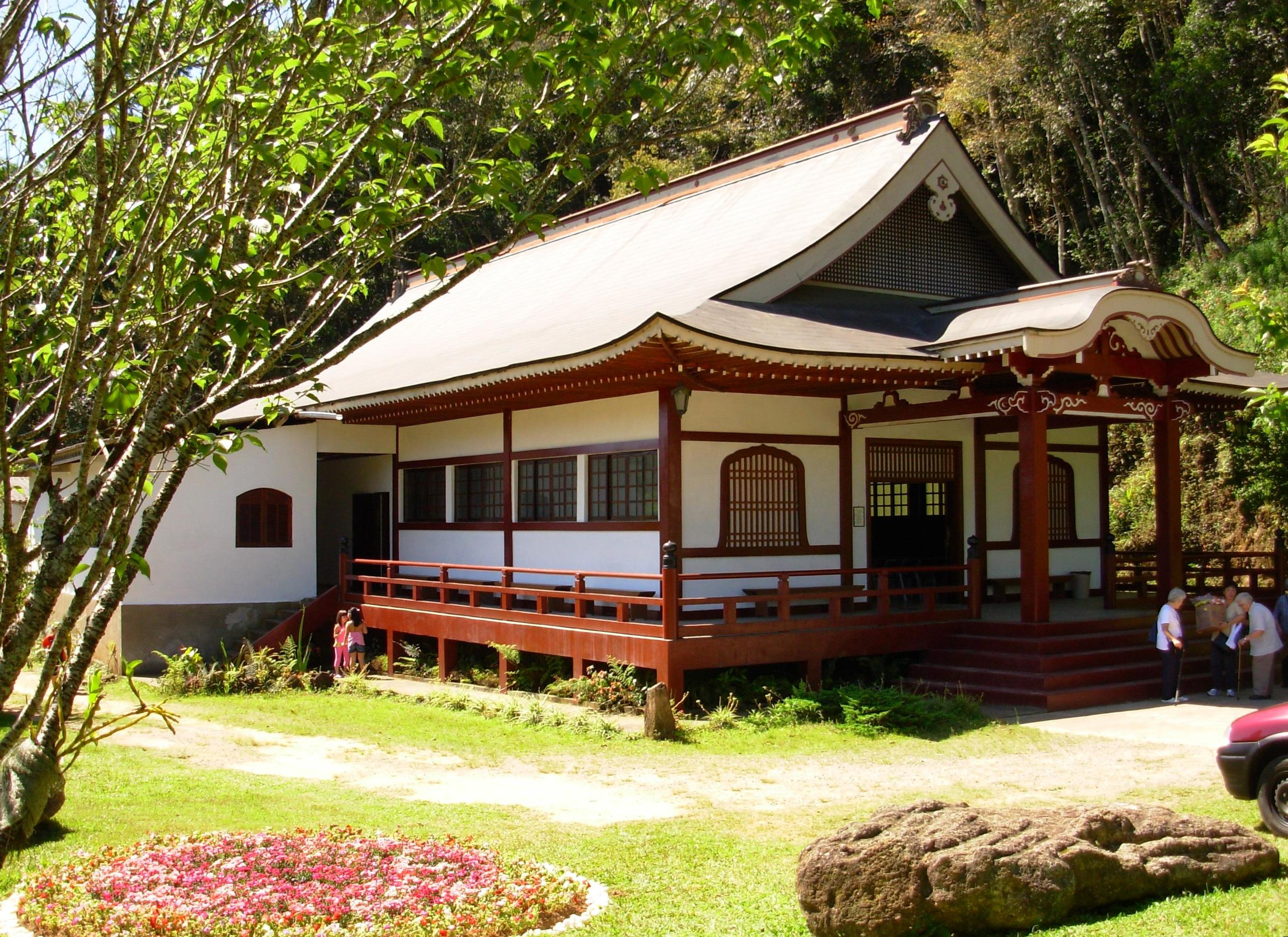
円光寺

円光寺は2001年に金閣寺の隣接地に建てられた曹洞宗の寺院である。
初代住職となった大畑天昇（1920年 - 2017年）は、静岡県焼津市に生まれ、1936年にブラジルに渡った人物である。第二次世界大戦後は肥料会社の社員として定年まで勤めあげたが、地方の得意先回りをする中で奥地では経を上げられる人物がいないことを知ったことなどから40代の頃に仏教に関心を持ち、佛心寺と懇意になって僧侶となった。シャトゥキが提案した金閣寺の建設にも協力し、建設後は納灰法要など、仏事を行ってきた。
もともと納骨堂として建設された金閣寺内には法事のためのスペースが十分になかった。これを残念に思った大畑は、1991年に隣接地で寺院（円光寺）建設に着工、2001年に完成した。建設費用は、大畑の退職金のほか、日系社会から寄せられた浄財、大畑が日本で修行した圓通寺（福島市）住職からの寄付が充てられた。
円光寺は金閣寺の補完的機能を果たすほか、非日系人も含めて禅に関心を持つ人の道場として利用されている。日系人も世代交代によって仏式の供養をしなくなったため、位牌や仏壇が持ち込まれることもあるという。